# Sutlema
Sutlema är en ort i Estland.   Den ligger i kommunen Kohila vald och landskapet Raplamaa, i den västra delen av landet, 30 km söder om huvudstaden Tallinn. Sutlema ligger 68 meter över havet och antalet invånare är 190.
Terrängen runt Sutlema är mycket platt. Runt Sutlema är det glesbefolkat, med 11 invånare per kvadratkilometer. Närmaste större samhälle är Kohila, 7,6 km öster om Sutlema. I omgivningarna runt Sutlema växer i huvudsak blandskog.